# Alice Ball
Alice Augusta Ball (Seattle, 24 de juliol de 1892 - íd., 31 desembre de 1916) va ser una química estatunidenca que va desenvolupar un extracte d'oli injectable que fou el tractament més efectiu contra la lepra fins a la dècada de 1940, en què aparegueren els antibiòtics. També era la primera dona nord-americana d'ascendència africana que es graduava a la Universitat de Hawaii amb un màster.

## Començaments i educació
Alice Augusta Ball va néixer el 24 de juliol de 1892 a Seattle (Washington, EUA), filla de James Presley i Laura Louise (Howard) Ball. La seva família era de classe mitjana acomodada. El seu pare va ser editor de diari, fotògraf i advocat. El seu avi, James Ball Sr., va ser un famós fotògraf i un dels primers afroamericans als Estats Units a aprendre la tècnica del daguerreotip. James Ball Sr. es va mudar a Hawaii amb la seva família el 1903, però va morir a l'any següent, el que va portar a la seva família a prendre la decisió de tornar a Seattle el 1905.
Després de tornar a Seattle, Ball va estudiar a l'escola secundària on es va graduar amb distincions en ciències en 1910. Posteriorment va ingressar a la Universitat de Washington per a estudiar química.
Al cap de quatre anys d'estudi va obtenir un Bachelor's Degree (Títol de Grau) en química farmacèutica i farmàcia. També va publicar un article de 10 pàgines, juntament amb el seu professor de farmàcia, en el prestigiós Journal of the American Chemical Society titulat «Benzoylations in Ether Solution». Després de graduar-se, Ball va rebre una beca per a estudiar a la Universitat de Califòrnia a Berkeley i a la Universitat de Hawaii. Ball va decidir mudar-se a Hawaii a estudiar per obtenir un màster en química. En 1915 va ser la primera dona i la primera afroamericana dels Estats Units a obtenir un títol de màster de la Universitat de Hawaii.

## Investigacions
En els seus estudis de postgrau a la Universitat de Hawaii, Ball va investigar la composició química i el principi actiu del Piper methysticum (kava) per la seva tesi de màster. Mentre treballava en la seva tesi, el Dr. Harry T. Hollmann, un metge assistent a l'Hospital de Kalihi a Hawaii, li va demanar que l'ajudés a desenvolupar un mètode per a aïllar els compostos químics actius en l'oli de chaulmoogra. L'oli de chaulmoogra ja havia estat utilitzat per al tractament de la lepra amb resultats variats. La majoria dels leprosos dubtaven a prendre l'oli durant llargs períodes, ja que era amarg i tendia a regirar l'estómac. Ball va desenvolupar un procés per a aïllar els èsters d'etil dels àcids grassos en l'oli de chaulmoogra de manera que poguessin ser injectats, però va morir abans de poder publicar els seus resultats. Arthur L. Dean, que era un químic a la Universitat de Hawaii, va continuar el seu treball i va començar a produir grans quantitats d'extracte injectable de chaulmoogra. El 1918, un metge de Hawaii va informar en el Journal of the American Medical Association que un total de 78 pacients havien estat donats d'alta en el Kalihi Hospital després d'haver estat tractats amb injeccions. L'èster d'etil aïllat va ser el tractament recomanat contra la lepra fins que es van desenvolupar les drogues a base de sulfona en la dècada de 1940.

## Mort i llegat
Alice Augusta Ball va morir al 31 de desembre de 1916 a l'edat de 24 anys. Va caure malalta durant les seves investigacions i va tornar a Seattle per rebre tractament pocs mesos abans de la seva mort. En 1917 un article del diari Pacific Commercial Advertiser va suggerir que la causa de la mort podria haver estat enverinament per clor mentre impartia classes. No obstant això la causa real de la seva mort es manté com a desconeguda, ja que el seu certificat de defunció original va ser modificat, indicant la tuberculosi com a causa de la seva mort.

### El seu descobriment
Tot i que la seva carrera com a investigadora va ser curta, Ball va introduir el nou tractament per a la malaltia de Hansen (o lepra) que es va fer servir fins a la dècada de 1940. Quan Ball va morir sobtadament i Arthur Lyman Dean va continuar la seva investigació, es va atribuir el descobriment de l'oli de chaulmoogra i el mètode Ball es va convertir en el seu mètode.
La Universitat de Hawaii no va reconèixer la tasca de Ball durant gairebé 90 anys. L'any 2000, finalment, la Universitat li va retre homenatge dedicant-li una placa amb el seu nom, situada sobre l'únic arbre de chaulmoogra del campus. El mateix dia el vicegovernador de Hawaii, Mazie Hirono, va declarar el 29 de febrer com «el dia d'Alice Ball», que se celebra cada 4 anys. El 2007 la Universitat de Hawaii la va guardonar de nou amb la seva Medalla a la Distinció.